# Ицијар Итуњо
Ицијар Итуњо Мартинез (шп. Itziar Ituño Martínez; Басаури, 18. јун 1974) шпанска је глумица. Углавном наступа на свом матерњем баскијском језику, као и на шпанском. Позната је по улози Ракел Муриљо у серији Кућа од папира.

## Биографија
Рођена је 18. јуна 1974. године у Басаурију. Студирала је глуму у Позоришној школи у Басаурију, а такође је дипломирала урбано-индустријску и политичку социологију на Универзитету округа Баскије.

## Филмографија
| Улоге Ицијар Итуњо |                          |               |               |                 |
| Година             | Српски назив             | Изворни назив | Улога         | Напомена        |
| 2017.              | Испричај ми како је било |               | Коро Забалета | гостујућа улога |
| 2017—2021.         | Кућа од папира           |               | Ракел Муриљо  | главна улога    |